# Янг, Александр
Александр Янг, также известный, как Джордж Александр (28 декабря 1938 — 4 августа 1997) — шотландский гитарист, сессионный музыкант. Родился в Бриджтоне, Глазго, Шотландия.
Брат Малькольма, Ангуса и Джорджа Янгов.
Когда семья Янгов эмигрировала в Сидней, (Австралия) в 1963, Александр решил остаться в Британии из-за музыкальных интересов. Александр создал и играл в качестве бас-гитариста в лондонской группе «Grapefruit», первоначально называвшейся «The Grapefruit.» с тремя основателями из «Tony Rivers and the Castaways», с Джоном Перри, Джеффом и Питом Свиттехам.
Песня, написанная Янгом «I’m A Rebel», была записана в 1976 году его братьями, Ангусом и Малькольмом, основателями AC/DC. Песня не была нигде опубликована, и в дальнейшем была записана уже немецкой группой Accept, на их альбоме 1979 года, с таким же названием.
Алекс выпустил другой сингл «Sha-Sha/Universal Party» под именем «Grapefruit» с Джорджем Янгом и Гарри Вандой.
С 1995 по 1997 год Янг работал музыкальным менеджером в «Proud and Loud Management» в Гамбурге.
Александр Янг умер от рака легких 4 августа 1997.